# Lago Retico
O Lago Retico é um lago localizado no cantão de Ticino, na Suíça. Este lago tem uma superfície de 8,5 ha.